# Rogers (New Mexico)
Rogers ist ein Ort (Status: Populated Place) im Roosevelt County im Bundesstaat New Mexico in den Vereinigten Staaten.

## Geographie
Die Gemeinde liegt an der New Mexico State Road 235, 10,9 Kilometer nordöstlich von Dora. Sie liegt im östlichen Teil New Mexicos, nahe zur Grenze nach Texas. Der County Seat Portales ist etwa 32 Kilometer entfernt.

## Geschichte
Zu Beginn des 20. Jahrhunderts erreichten zahlreiche Siedler das Gebiet der Great Plains und damit auch New Mexico, um dort neuen Lebensraum zu erschließen. Im Jahr 1906 verließ der Geistliche Andrew J. Maxwell seine Heimatstadt Rogers im Bundesstaat Arkansas und zog nach Westen. Er errichtete 1908 eine Poststation auf dem heutigen Siedlungsgebiet und benannte sie nach seiner Heimatstadt. Maxwell starb 1929. Um das noch heute existierende Postamt entstand die Siedlung Rogers.
Bei archäologischen Ausgrabungen in der Nähe von Rogers wurden Fossilien aus dem Zeitalter der Unterkreide, speziell aus dem Albium gefunden. Gesteinskundliche Untersuchungen ordnen diese Funde dem sogenannten Kiamichi-Schiefer zu.
Rogers war mehrfach Fundort von Meteoriten. So wurde zum Beispiel 1974 ein 982 Gramm schwerer Chondrit entdeckt, im Jahr 1989 fand man einen Meteoriten, in dem das Mineral Ringwoodit enthalten war.